# دانگ‌فنگ فنگ‌شینگ تی۵
دانگ‌فنگ فنگ‌شینگ T5 یا فردا T5 یک کراس‌اوور کامپکت است که توسط دانگ‌فنگ موتور تولید می‌شود.
دانگ‌فنگ فنگ‌شینگ T5 با یک موتور ۱٫۶ لیتری توربو با ۲۰۴ اسب بخار قدرت و ۲۸۰ نیوتن‌متر گشتاور تولید و عرضه می‌شود. قیمت این خودرو از ۸۴٫۹۰۰ یوان تا ۱۳۵۹۰۰ یوان متغیر است.
- دانگ‌فنگ فنگ‌شینگ تی۵ ۲۰۱۸ (جلو)
- دانگ‌فنگ فنگ‌شینگ تی۵ ۲۰۱۸ (عقب)

## فیس‌لیفت ۲۰۱۹ (استاندارد ملی وی‌آی)
T5 فیس‌لیفت ۲۰۱۹ مجهز به یک موتور ۱٫۵ لیتری توربو با قدرت ۱۵۶ اسب بخار و ۲۳۰ نیوتن‌متر گشتاور و یک موتور۱٫۶ لیتری توربو با قدرت ۲۰۴ اسب بخار و ۲۸۰ نیوتن‌متر است.
نسخه ۱٫۵ لیتری توربو با جعبه‌دنده ۶ سرعته دستی یا سی‌وی‌تی در دسترس است، در حالی که نسخه ۱٫۶ لیتری توربو دیزل تنها با جعبه‌دنده ۷ سرعته دی‌سی‌تی موجود است.